# Helbedündorf
Helbedündorf es un municipio situado en el distrito de Kyffhäuser, en el estado federado de Turingia (Alemania), a una altitud de 300 metros. Su población a finales de 2016 era de unos 2300 habitantes y su densidad poblacional, 24 hab/km².
Se encuentra ubicado a poca distancia al sur de la frontera con el estado de Sajonia-Anhalt, en el extremo occidental del distrito.

## Localidades
El municipio fue fundado entre 1993 y 1995 mediante la fusión de seis localidades que hasta entonces contaban cada una con su propio ayuntamiento. El municipio está formado por las siguientes siete localidades:
- Friedrichsrode
- Großbrüchter
- Holzthaleben (capital municipal)
- Keula
- Kleinbrüchter
- Peukendorf
- Toba